# David Solórzano
David Solórzano (ur. 5 listopada 1980) – nikaraguański piłkarz występujący na pozycji obrońcy. Zawodnik klubu Diriangén FC.

## Kariera klubowa
Solórzano karierę rozpoczynał w 1998 roku w zespole Diriangén FC. W 2000 roku zdobył z nim mistrzostwo Nikaragui. Po tym sukcesie odszedł do Parmalatu Managua. W 2001 roku wrócił do Diriangén FC. Po dwóch latach przeniósł się jednak do Realu Estelí. W sezonie 2003/2004 wywalczył z nim mistrzostwo faz Apertura oraz Clausura.
W 2005 roku Solórzano odszedł do Masatepe FC. Występował tam przez dwa lata, a potem ponownie przeszedł do Diriangén FC.

## Kariera reprezentacyjna
W reprezentacji Nikaragui Solórzano zadebiutował w 1999 roku. W 2009 roku został powołany do kadry na Złoty Puchar CONCACAF. Zagrał na nim w meczach z Meksykiem (0:2), Gwadelupą (0:2) oraz Panamą (0:4), a Nikaragua zakończyła turniej na fazie grupowej.